# Arnomyia taitensis
Arnomyia taitensis är en tvåvingeart som först beskrevs av Georg von Frauenfeld 1867.  Arnomyia taitensis ingår i släktet Arnomyia och familjen lövflugor. Inga underarter finns listade i Catalogue of Life.